# پیرو فراری
پیرو فراری (به ایتالیایی: Piero Ferrari) (زاده ۲۲ مه ۱۹۴۵) کارآفرین، صنعتگر و مدیر اجرایی ایتالیایی است، که در حال حاضر به‌عنوان نایب رییس هیئت مدیره شرکت فراری فعالیت می‌کند. وی دومین فرزند انزو فراری و مالک ۱۰٪ از سهام شرکت فراری می‌باشد.